# Col des Pontins
Le col des Pontins ou Les Pontins est un col routier situé dans le massif du Jura, dans le canton de Berne en Suisse.